# هریسون ایک
هریسون ایک (انگلیسی: Harrison Eke؛ فوریه ۱۸۸۸ میلادی – ۳۰ آوریل ۱۹۱۷) بازیکن فوتبال بود.